# Edward Bates

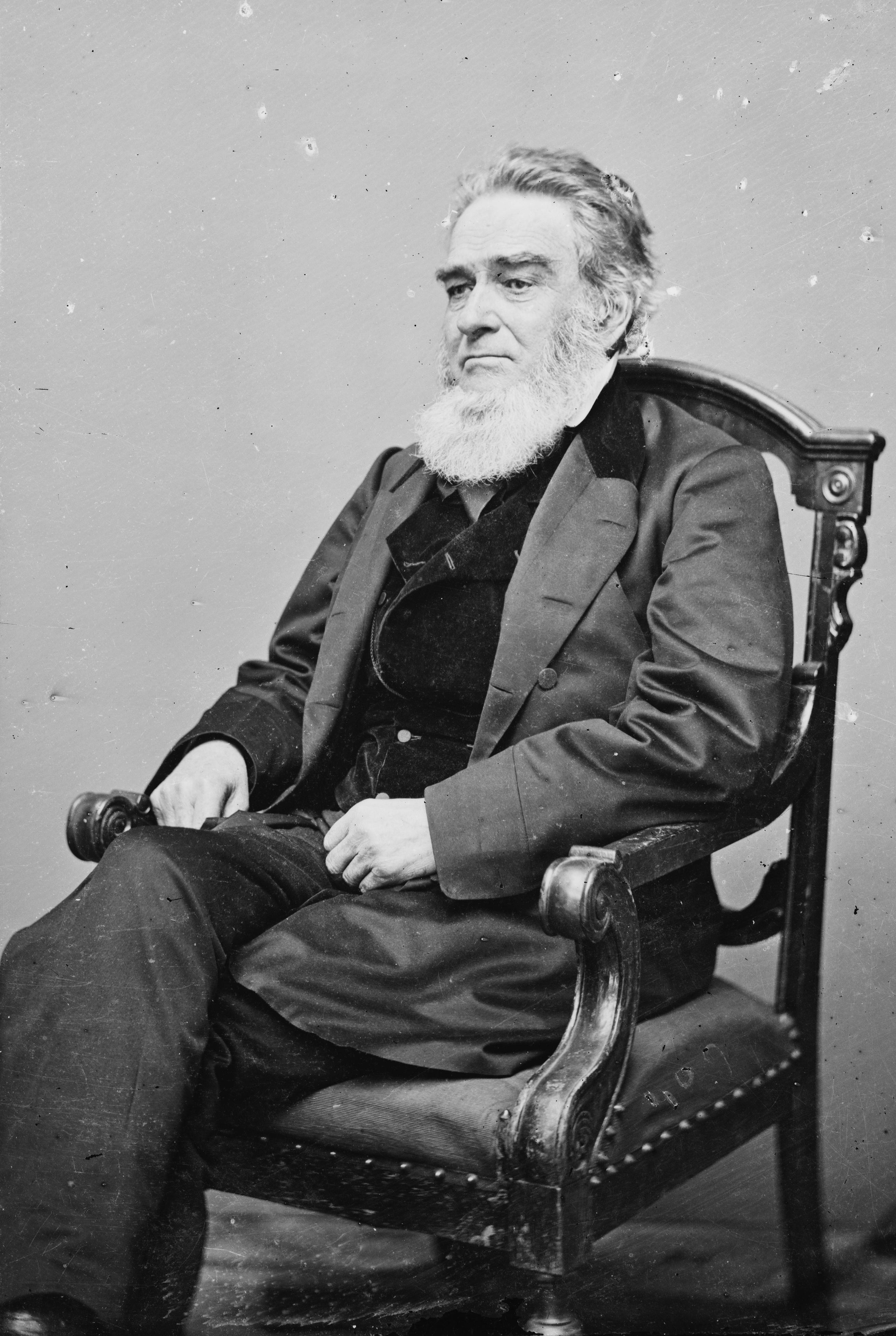
Edward Bates

Edward Bates, född den 4 september 1793 i Belmont, Virginia, död den 25 mars 1869 i Saint Louis, Missouri, var amerikansk jurist och politiker.
Bates deltog i 1812 års krig och inledde sin karriär som jurist i St. Louis. Han var ledamot av USA:s representanthus för Missouri 1827-1829. Under 1840-talet blev han en ledande profil i whigpartiet. President Millard Fillmore frågade 1850 om Bates ville bli krigsminister, men han tackade nej. Bates var nära att bli whig-partiets vicepresidentkandidat 1852 men han förlorade omröstningen på partimötet mot William Alexander Graham.
Efter att whig-partiet splittrades, gick Bates med i det republikanska partiet. 1860 var han en av de tre ledande kandidaterna för att bli republikanernas presidentkandidat, men partiet valde att nominera Abraham Lincoln. Bates tjänstgjorde som USA:s justitieminister under Lincoln 1861-1864. Han ansåg att de befriade slavarna borde deporteras till Afrika, något som då och då ledde till konflikter med presidenten.